# أ. جاي بي. جونستون
أ. جاي بي. جونستون هو مؤرخ كندي، ولد في 7 نوفمبر 1949 في Truro, Nova Scotia ‏ في كندا.